# دهه ۱۲۴۰ (خورشیدی)
۱۲۴۰ هزار و دویست و چهلمین سال هجری خورشیدی سالی عادی است.